# 노예선

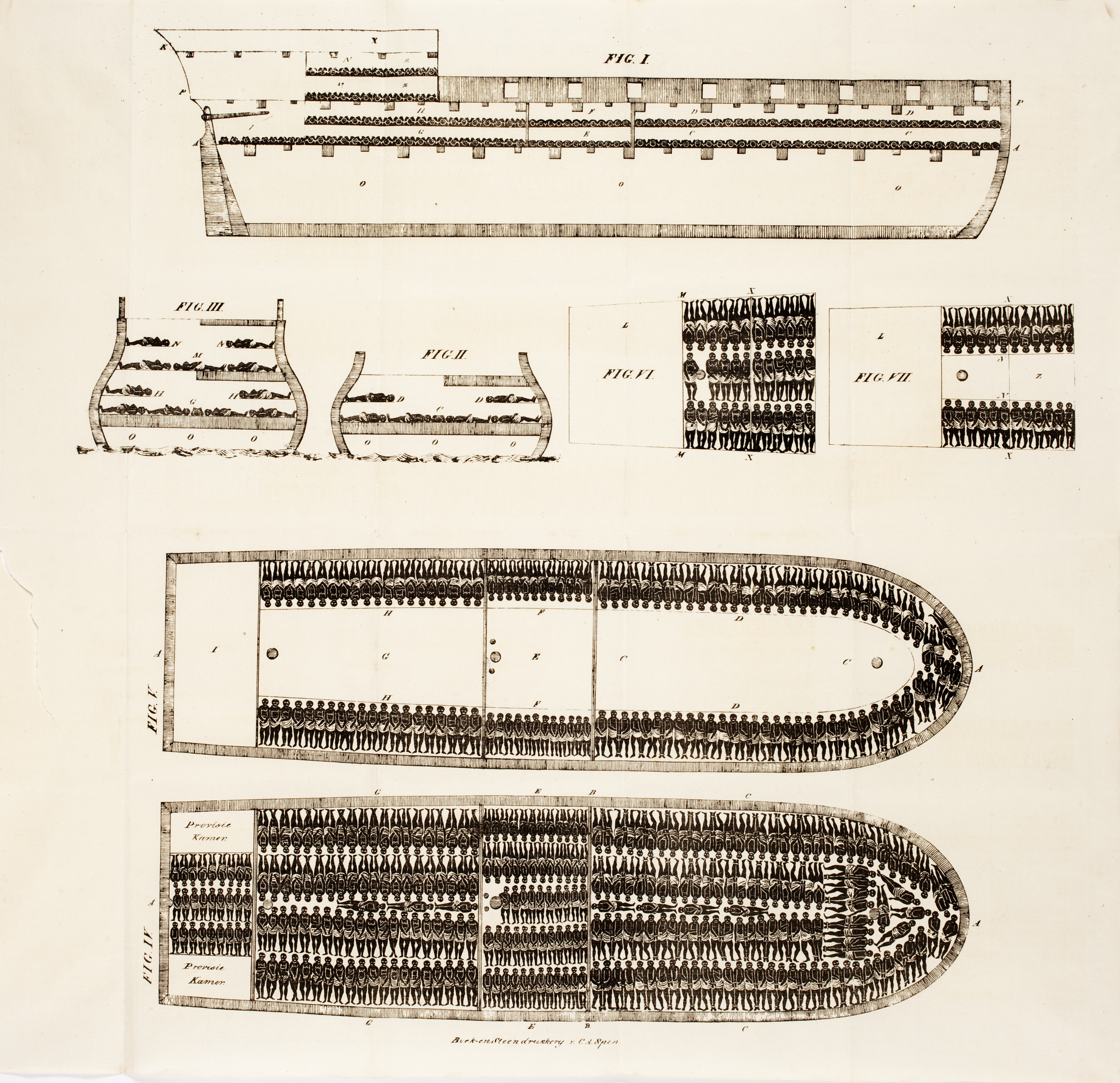
4층갑판짜리 노예선의 설계도. 새까만 막대 하나하나가 흑인 노예 한 명 한 명이다.

노예선(奴隸船, 영어: slave ship)은 노예, 특히 아프리카에서 들여온 노예를 수송하기 위한 목적으로 특수하게 개조된 대형 화물선이다. 노예선의 주요 항로는 아프리카의 북중부 해안에서 카리브해 남부 및 미국으로 가는 항로이다. 약 2000만 명에 이르는 아프리카 노예들이 배를 통해 수송되었다. 1807년 영국과 미국이 합동으로 통과시킨 법안에 의하여 두 나라에서 아프리카 노예 무역이 불법화되었고, 미국 쪽의 법안은 1808년 1월 1일 발효되었다. 1815년 빈 회의 결과로 스페인, 포르투갈, 프랑스, 네덜란드도 노예 무역을 중단하였다.
유럽에서 아메리카를 발견한 직후 플랜테이션 노동자를 구하기 위한 노예 무역이 시작되었다. 17세기부터 18세기까지 영국이 북아메리카에 식민지를 개척하면서 노예 무역이 정점을 이루었다.
노예를 대량으로 탑승시켜 최대한의 이익을 취하고, 물건을 보관하던 창고라 통제하기 쉽기 때문에 탑승한 노예들은 주로 배 밑바닥에 실렸다. 비위생적인 조건, 탈수, 이질, 괴혈병 때문에 평균 15%, 최대 33%까지의 치사율을 기록하였다. 신체적으로 상당히 건강한 노예만 살아남을 수 있었다. 대개의 노예들은 사슬에 묶인 채로 다량으로 탑승하였고, 이동할 수 있는 공간이 확보되지 못하였다.
또한 가격을 책정하기 위한 신체검사 및 기생충 방지를 위하여 노예들은 발가벗겨진 채 노예선에 탑승되었으며, 남녀 간의 접촉을 막기 위해 따로 분리를 해서 탑승시켰다.

## 같이 보기
- 노예무역
- 노예시장